# 林瑛司
林 瑛司（はやし えいじ、1997年6月14日 - ）は、日本の男子プロバスケットボール選手である。ポジションはスモールフォワード。B.LEAGUEの愛媛オレンジバイキングス所属。

## 来歴
長野県出身。
東海大三高校から中京大に進み、3年次の2019年1月、ファイティングイーグルス名古屋に特別指定選手登録される。
4年次の2020年もファイティングイーグルス名古屋に特別指定選手登録。
卒業後にプロ契約。
2023年6月22日、バンビシャス奈良への移籍を発表した。
2025年6月10日、愛媛オレンジバイキングスへの移籍を発表した。